# Norrköping Panthers

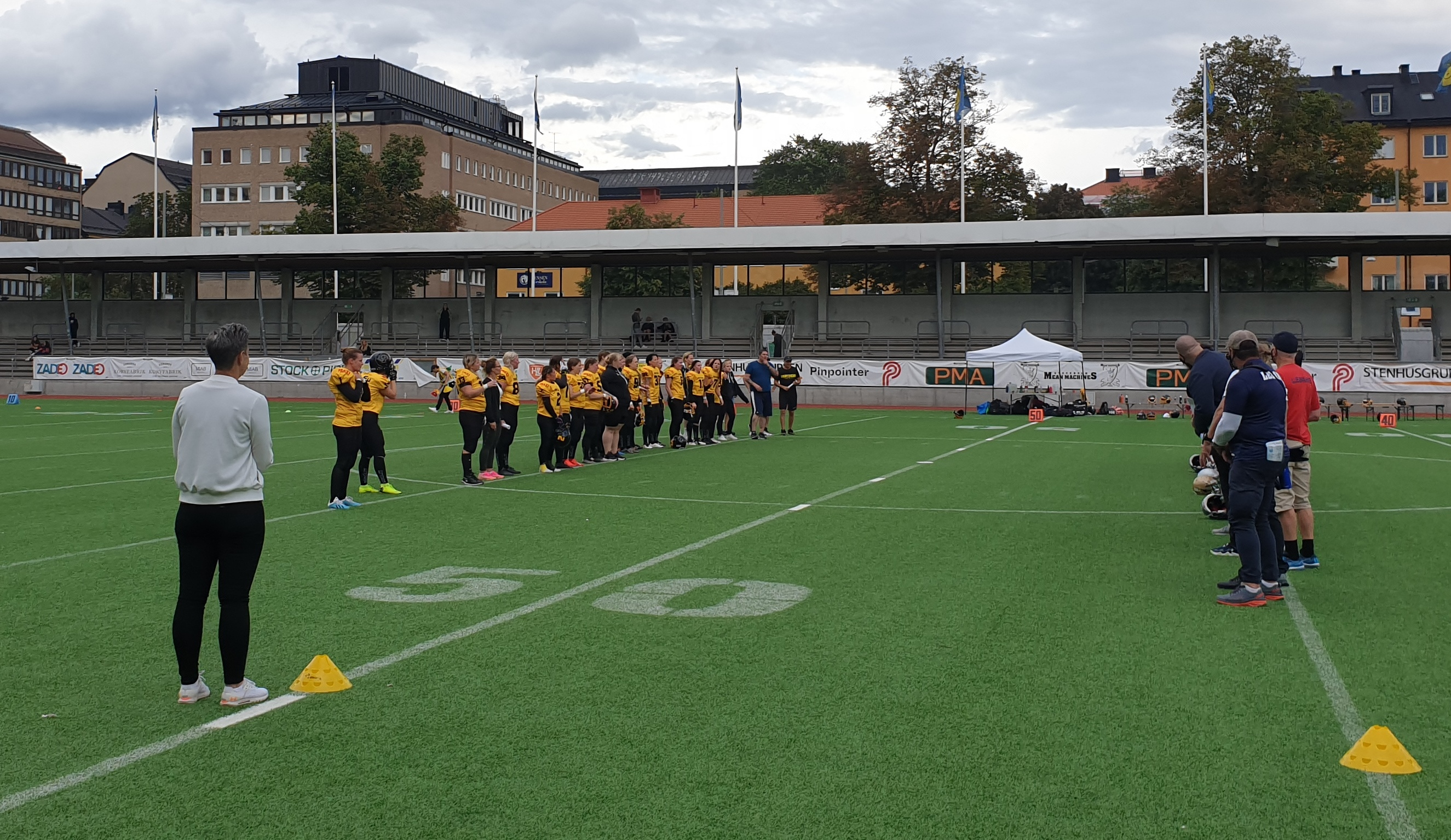
Norrköping Panthers tackar Stockholm Mean Machines efter en match på Zinkendamms IP.

Norrköping Panthers AFF  är ett svenskt lag i amerikansk fotboll som bildades år 1987. Laget spelar i Sveriges näst högsta serie, Division 1. Hemmaarena är Panthers field på F13-området, Bråvalla.

## Historia
Laget bildades 1 mars 1987 under namnet Peking Panthers AFF.
År 2000 vann laget sin division 1-serie och fick spela två kvalmatcher till högsta serien. Första matchen mot Halmstad Eagles vann de enkelt med 42-0 i andra matchen besegrades Göteborg Giants med 6-26 på bortaplan.
Laget spelade säsongerna 2001-2002 i högsta serien, Superserien. 2001 slutade man på fjärde plats men förlorade placeringsmatcherna mot Arlanda och Carlstad och missade därmed slutspelet. 2002 gick det sämre och laget slutade på en sjundeplats, en poäng från kvartsfinal, och valde året efter att inte spela i Superserien.
Laget fokuserar mer på ungdomsverksamheten än tidigare för att skapa en grund att stå på i framtiden,
2010 vann man U19 Dukes Tourney.
De spelade säsongerna 2013–2016 i Division 1 Östra. De spelade säsongen 2017 i Division 1 Västra och har spelat i Div 2 norra 2018–2020. År 2020 vann man Div 2 Norra och kvalade sig till Div 1 Norra. Säsongen 2020 spelade Norrköping Panthers försvar sin bästa säsong, med 0 insläppta poäng genom hela serien och i sin kvalmatch.
Panthers Damlag spelar i Div 1 norra.